# Carex bigelowii
Carex bigelowii е вид растение от семейство Острицови (Cyperaceae). Достига до 50 cm на височина. Видът е незастрашен от изчезване.

## Разпространение
Видът е разпространен в Евразия и Северна Америка, където се среща от Аляска до Гренландия и на юг в Юта и Колорадо.